# Малиновка (Білоярський міський округ)
Мали́новка (рос. Малиновка) — присілок у складі Білоярського міського округу Свердловської області.
Населення — 90 осіб (2010, 151 у 2002).
Національний склад станом на 2002 рік: росіяни — 83 %.